# Copa Confederacions 2017 - Grup A
El Grup A de la Copa Confederacions 2017, disputada a Rússia, estava compost per quatre equips, que s'enfrontaran entre ells amb un total de sis partits. Quan acabaren aquests partits, els dos equips amb més punts es classificaren per a la fase següent.
El primer lloc d'aquest grup s'enfrontà contra el segon del grup B. El segon lloc del grup s'enfrontà al primer del grup B.

## Classificació
| Pos | Equip        | PJ | PG | PE | PP | GF | GC | DG | Pts | Classificació        |
| --- | ------------ | -- | -- | -- | -- | -- | -- | -- | --- | -------------------- |
| 1   | Portugal     | 3  | 2  | 1  | 0  | 7  | 2  | +5 | 7   | Avancen a semifinals |
| 2   | Mèxic        | 3  | 2  | 1  | 0  | 6  | 4  | +2 | 7   | Avancen a semifinals |
| 3   | Rússia (H)   | 3  | 1  | 0  | 2  | 3  | 3  | 0  | 3   | Eliminats            |
| 4   | Nova Zelanda | 3  | 0  | 0  | 3  | 1  | 8  | −7 | 0   | Eliminats            |

## Partits
| Rússia                       | 2-0     | Nova Zelanda |
| ---------------------------- | ------- | ------------ |
| Boxall 31' (pp) · Smólov 69' | Detalls |              |

| Portugal                  | 2-2     | Mèxic                        |
| ------------------------- | ------- | ---------------------------- |
| Quaresma 34' · Cédric 86' | Detalls | Hernández 42' · Moreno 90+1' |

| Rússia | 0-1     | Portugal   |
| ------ | ------- | ---------- |
|        | Detalls | Ronaldo 8' |

| Mèxic                     | 2-1     | Nova Zelanda |
| ------------------------- | ------- | ------------ |
| Jiménez 54' · Peralta 72' | Detalls | Wood 42'     |

| Mèxic                   | 2-1     | Rússia      |
| ----------------------- | ------- | ----------- |
| Araujo 30' · Lozano 72' | Detalls | Samédov 25' |

| Nova Zelanda | 0-4     | Portugal                                                    |
| ------------ | ------- | ----------------------------------------------------------- |
|              | Detalls | Ronaldo 33' (p.) · B. Silva 37' · A. Silva 80' · Nani 90+1' |